# Olga Medvédtseva
Olga Valérievna Medvédtseva –en ruso, Ольга Валерьевна Медведцева–, también conocida bajo el nombre de su primer matrimonio Olga Pyliova, (nacida como Olga Zamorozova, Borodino, 7 de julio de 1975) es una deportista rusa que compitió en biatlón. Está casada con el también biatleta olímpico Valeri Medvédtsev.
Participó en tres Juegos Olímpicos de Invierno, entre los años 2002 y 2010, obteniendo en total tres medallas: oro y bronce en Salt Lake City 2002 y oro en Vancouver 2010. Ganó nueve medallas en el Campeonato Mundial de Biatlón entre los años 2000 y 2009.

## Palmarés internacional
| Juegos Olímpicos   | Juegos Olímpicos                | Juegos Olímpicos  | Juegos Olímpicos |
| Año                | Lugar                           | Medalla           | Prueba           |
| ------------------ | ------------------------------- | ----------------- | ---------------- |
| 2002               | Salt Lake City (Estados Unidos) | Medalla de oro    | Persecución      |
| 2002               | Salt Lake City (Estados Unidos) | Medalla de bronce | Relevos          |
| 2006               | Turín (Italia)                  | DSQ               | Individual       |
| 2010               | Vancouver (Canadá)              | Medalla de oro    | Relevos          |
| Campeonato Mundial |                                 |                   |                  |
| Año                | Lugar                           | Medalla           | Prueba           |
| 2000               | Oslo (Noruega)                  | Medalla de oro    | Relevos          |
| 2001               | Pokljuka (Eslovenia)            | Medalla de oro    | Relevos          |
| 2002               | Oslo (Noruega)                  | Medalla de plata  | Salida en grupo  |
| 2004               | Oberhof (Alemania)              | Medalla de oro    | Individual       |
| 2004               | Oberhof (Alemania)              | Medalla de plata  | Relevos          |
| 2005               | Hochfilzen (Austria)            | Medalla de oro    | Relevos          |
| 2005               | Janty-Mansisk (Rusia)           | Medalla de oro    | Relevo mixto     |
| 2005               | Hochfilzen (Austria)            | Medalla de bronce | Salida en grupos |
| 2009               | Pyeongchang (Corea del Sur)     | Medalla de oro    | Relevos          |